# بوچیناسکو
بوچیناسکو (به ایتالیایی: Buccinasco) یک کومونه در ایتالیا است که در استان میلان واقع شده‌است.

## خصوصیات
بوچیناسکو ۱۲٫۰ کیلومترمربع مساحت و ۲۷٬۱۵۸ نفر جمعیت دارد و ۱۱۳ متر بالاتر از سطح دریا واقع شده‌است.